# Anton Heger
Anton Heger (* 25. August 1887 in Neu-Würben/Nové Vrbno, Bezirk Neutitschein, Mähren; † 19. Oktober 1964 in Tharandt) war ein deutscher Forstwissenschaftler.

## Leben
Heger studierte an der Hochschule für Bodenkultur in Wien. 1912 bestand er die große Staatsprüfung in Troppau. Seine Promotion erhielt er 1938 in Wien. Nach verschiedenen Anstellungen wurde er 1920 Leiter des Stadtforstamtes Komotau. Als Oberforstrat war er dort bis 1940. Ab 1936 lehrte Heger als Honorardozent an der Prager Deutschen Technischen Hochschule in Tetschen-Liebwerd. Am 10. Januar 1939 beantragte er die Aufnahme in die NSDAP und wurde rückwirkend zum 1. November 1938 aufgenommen (Mitgliedsnummer 6.763.104). Seit 1940 war er kommissarischer Leiter des Instituts für Ertragskunde und Betriebswirtschaft sowie seit 1941 ordentlicher Professor der Forstfachschule in Tharandt.
Seit 1946 arbeitete er wieder als Lehrer in Tharandt an der Forstfachschule, ab 1950 als Professor. Seit 1952 war Heger ordentliches Mitglied der Akademie der Landwirtschaftswissenschaften der DDR (AdL).
1950 bis 1957 wirkte Heger als Professor für Waldbau an der TH Dresden.